# Kamill Kuranda

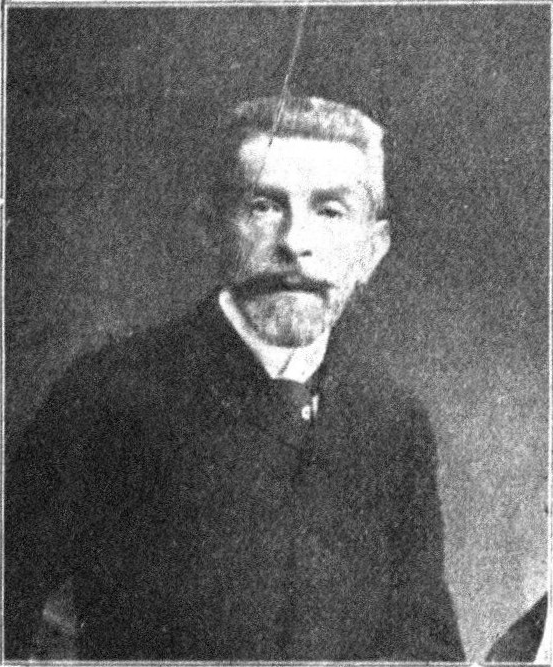
Kamill Kuranda

Kamill Kuranda, auch Kamillo Kuranda oder Camill Kuranda (* 7. Februar 1851 in Wien; † 1. Februar 1919 ebenda), war ein linksliberaler österreichischer Politiker.

## Ausbildung und Beruf
Kamill Kuranda war der Sohn des liberalen Publizisten und Politikers Ignaz Kuranda. Nach dem Besuch der Volksschule besuchte er ein Gymnasium. Ab 1867 studierte er an den Universitäten Wien und Tübingen. Danach wurde er Beamter des k.k. Eisenbahnministeriums und Ministerialrat.

## Politische Funktionen
- 1907–1918: Abgeordneter des Abgeordnetenhauses im Reichsrat (XI. und XII. Legislaturperiode), Wahlbezirk Österreich unter der Enns 1, fraktionslos. Ab 1917 war er Mitglied der sich der demokratischen, liberalen Tradition verpflichtet sehenden Deutschfreiheitlichen Vereinigung, die die Deutschnationalen und Antisemiten, sowie der Christlichsozialen Partei bekämpfte. Mitstreiter der kleinen Fraktion waren Julius Ofner und Ernst Viktor Zenker.[2]
- Abgeordneter zum Niederösterreichischen Landtag

## Politische Mandate
- 21. Oktober 1918 bis zu seinem Tod am 1. Februar 1919: Mitglied der Provisorischen Nationalversammlung